# Henry Howard, III conte di Effingham
Henry Howard (7 febbraio 1837 – 4 maggio 1898) è stato un nobile, politico e militare britannico.

## Biografia
Era figlio di Henry Howard, II conte di Effingham ed Eliza Drummond.
Frequentò la Harrow School a Londra e la Christ Church ad Oxford. Ebbe il grado di Cornetta nel Oxfordshire Yeomanry.
Ebbe il titolo di cortesia di Lord Howard di Effingham dal 1845 al 1889 quando successe al padre come terzo conte di Effingham.
Il 31 ottobre 1865 sposò Victoria Francesca Boyer da cui ebbe un solo figlio:
- Henry Howard, IV conte di Effingham (1866–1927).